# Viper Room

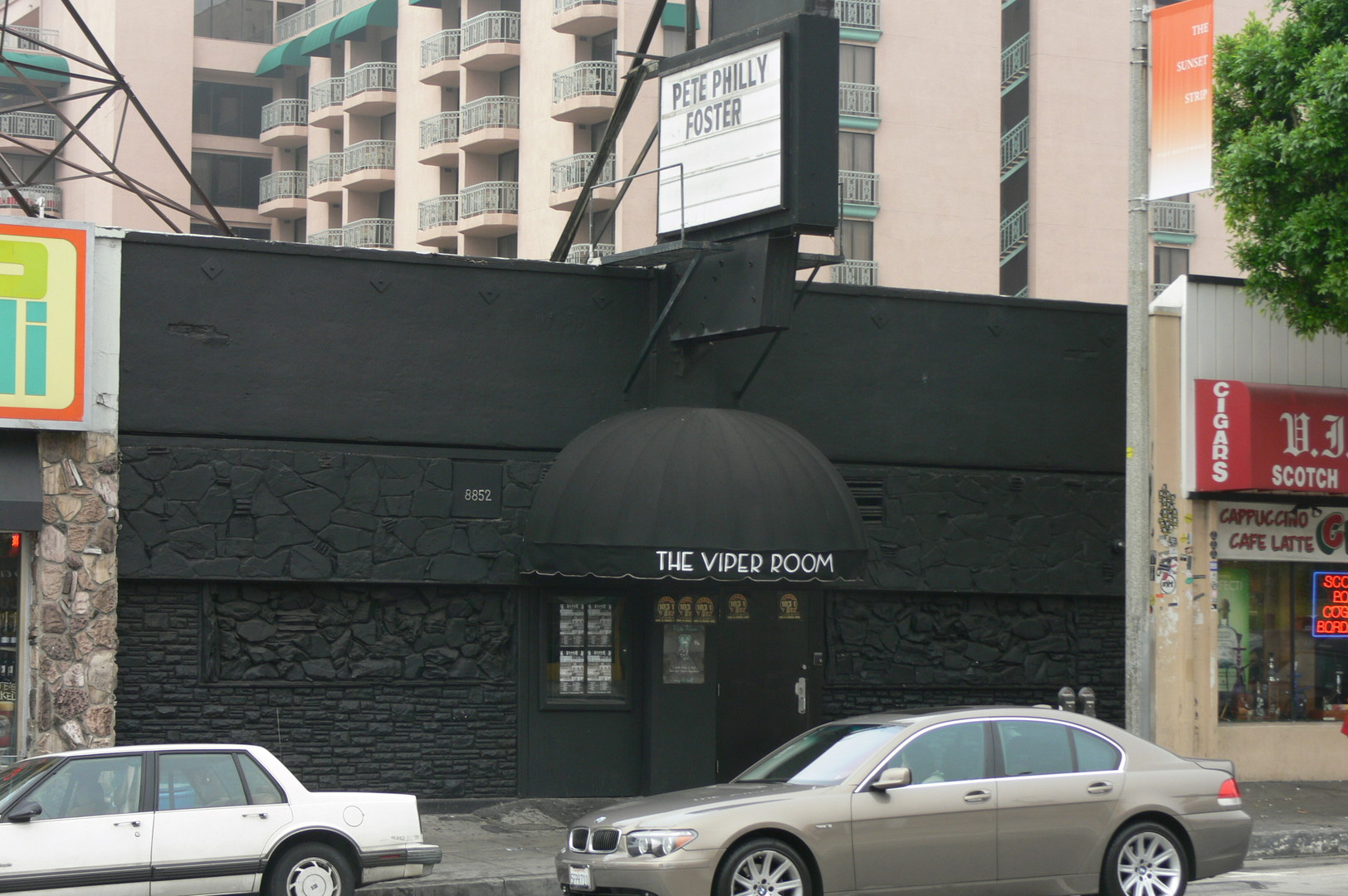
Der Viper Room

Der Viper Room ist ein Nachtclub am Sunset Strip in West Hollywood. Er wurde 1993 eröffnet und gehörte bis 2004 zu Teilen dem Schauspieler Johnny Depp und anschließend Darin Feinstein, Bevan Cooney und Blackhawk Capital Partners, Inc. Wegen Markenrechtsverletzung wurden verschiedene Gerichtsverfahren gegen andere Clubs in den USA geführt, die den gleichen Namen trugen.
Der Viper Room ist einerseits bekannt durch zahlreiche Skandale, die sich dort abspielten, gilt zum anderen aber auch als einer der bekanntesten Konzertorte der Welt. Zwar spielen dort meist unbekanntere Bands, doch unter den Künstlern, die dort in der Vergangenheit Konzerte gaben, befinden sich auch unter anderem Oasis, Iggy Pop, Johnny Cash, System of a Down, Placebo,  Red Hot Chili Peppers und Neurotic Outsiders. Ab 1995 traten die Pussycat Dolls als Tanzrevue einige Zeit lang im Viper Room auf.
1991 nutzte Oliver Stone das Gebäude als Kulisse für eine Szene in dem Film The Doors. Der Club wurde auch in der Fernsehserie Riverdale erwähnt und wird außerdem in der Serie The Lincoln Lawyer für eine Szene genutzt.
River Phoenix brach in der Halloween-Nacht 1993 vor dem Viper Room nach einer Überdosis eines Speedballs zusammen und starb wenig später.